# Dirk Schulz

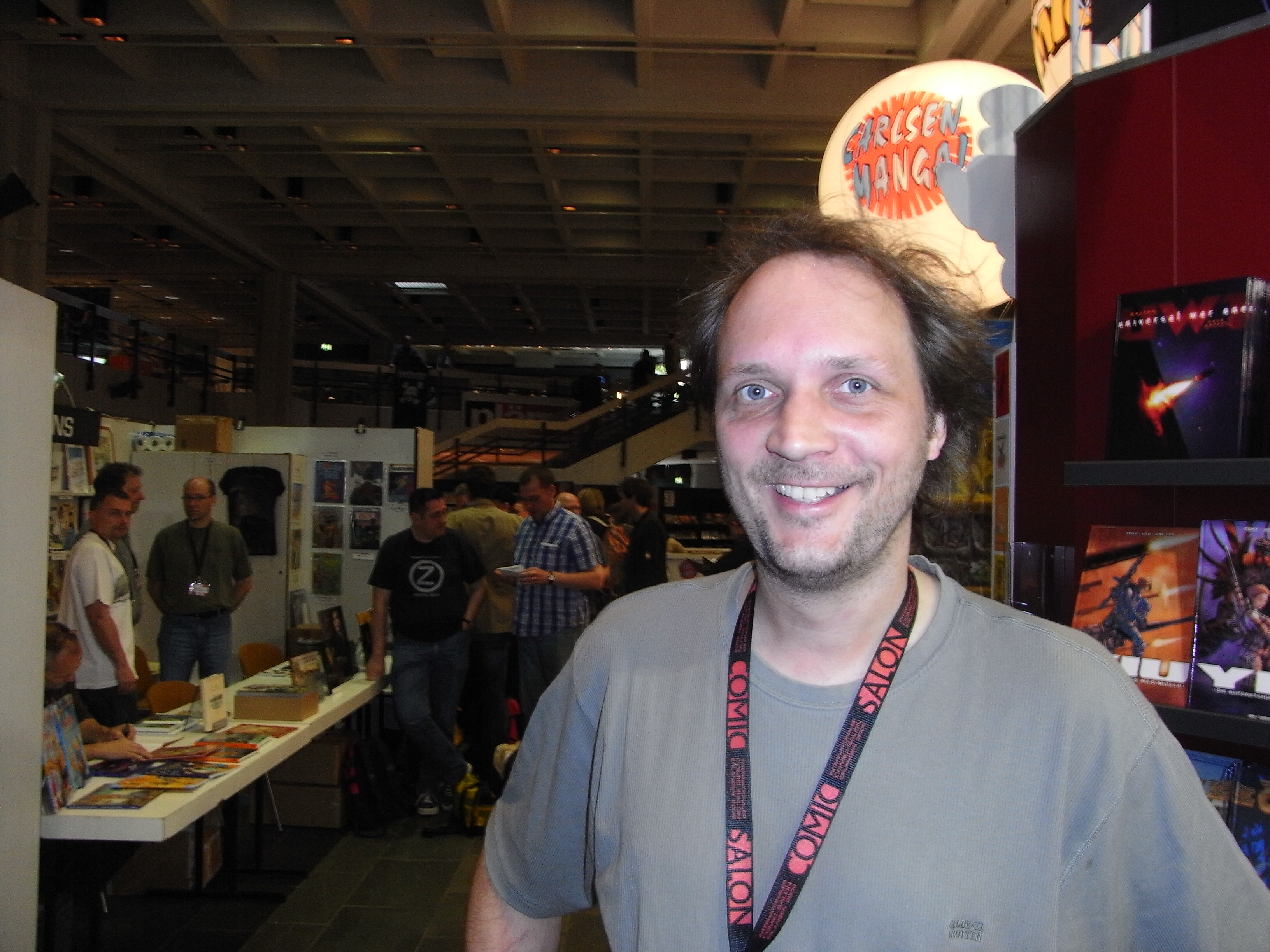
Dirk Schulz auf dem Comic-Salon Erlangen 2008 in Erlangen

Dirk Schulz (* 20. Februar 1965 in Minden) ist ein deutscher Zeichner, Comicillustrator und Verleger.

## Leben
Dirk Schulz studierte visuelle Kommunikation und erwarb 1992 ein Diplom als Designer. Bekannt wurde er durch die Comic-SF-Serie Indigo, die er zusammen mit dem Autor Robert Feldhoff ab 1988 entwickelte. Ab 1990 schuf er regelmäßig Einseiter für Automagazine. 1996 startete Schulz zusammen mit Robert Feldhoff die satirische Fantasyserie Chiq & Chloe. Im Jahr 2002 begann seine Zusammenarbeit mit Jean Wacquet an der Serie Celtis sowie mit Delia Wüllner, die er bereits 1994 kennenlernte, für die Fantasyserie Parasiten. Im gleichen Jahr erhielt er erste Aufträge zur Gestaltung von Titelbildern der Perry-Rhodan-Serie, wofür er seither regelmäßig tätig ist. 2006 gestaltete er für den Verlag Tokyopop ein Manga-inspiriertes Online-Projekt mit dem Titel Fame4U. Im gleichen Jahr entstand der Comic Kiko für Spiegel Online, für den Bernd Kronsbein das Szenario schrieb und Horst Gotta zusammen mit Schulz die Zeichnungen schuf. Für die Neubearbeitung der Mythor-Serie im Taschenbuch beim FanPro-Verlag zeichnet er die Titelbilder.
2006 gründete Schulz zusammen mit Delia Wüllner-Schulz und Horst Gotta den Verlag Splitter neu. Der letzte Verlag dieses Namens, für den auch Schulz gearbeitet hatte, ging 2000 in Konkurs. Schulz zeichnete seine Comics bis dahin nebenberuflich und war hauptberuflich Creative Director einer von ihm mitgegründeten Werbeagentur. Mit dem Splitter-Verlag wurde er nun als Verleger tätig.

## Werk
- Indigo (mit Robert Feldhoff); 1992–2002

1. Sunsit City
2. Yellosam
3. Im roten Ozean
4. Die große Flut
5. Im Land der toten Shayra
6. Fast Machine
7. Jagd auf Fast Machine
8. Sex

- Berlin 2323 (Einzelband mit Charakteren aus der Indigo-Reihe)
- Chiq & Chloe (mit Robert Feldhoff); 1996

1. Rauch
2. Der gewisse Kick!

- Parasiten; 2002–2003

1. San Al'Dogan
2. Down-Town
3. Der Tafelberg

- Celtis (mit Jean Wacquet)

1. Die zweite Haut; 2002
2. Bang! Bang! Shoot! Shoot!; 2004

- Kiko; 2006